# Ulrik II. Žovneški
Ulrik II. Žovneški, žovneški gospod, * okoli 1255, † okoli 1316. 
Bil je sin Ulrika I. Žovneškega ali pa Konrada I. Žovneškega. Poročen je bil s Katarino Vovbrško. Njegove povezave z Vovbrskimi grofi in zvestoba Habsburžanom sta pripravila temelje za vzpon kasnejših Celjskih grofov. 

## Zaokroževanje posesti
Danes ni jasno ali je v času med 1255 in 1314 deloval en sam Ulrik ali pa sta bila dva, Ulrik I. in Ulrik II. Ko leta 1255 Gebharda III. najdemo kot zastopnika Žovneških, naj bi bili njegovi bratje (torej tudi Ulrik) še mladoletni. Potemtakem bi bil Ulrik II. v resnici istoveten z Ulrikom I. in naj bi bil najprej poročen Ano Sternberško, kasneje pa s Katarino Vovbrško. Po smrti Liutpolda Žovneškega leta 1286 je prvenstvo pripadlo Ulriku II, njemu pa je dve leti po smrti Liutpolda vdova Marjeta, ki je izvirala iz Vovbrških, predala rodbinsko posest (Žovnek, Senek, Ostrovico ter Liebenstein) ter se v drugo poročila z Ulrikom IV. Pfanberškim.  Leta 1301 je Ulrik II. kupil še posestvo Rogatec.  Leta 1307 je Ulrik II. upravljal tudi s posestmi koroškega vojvode Henrika Goriško-Tirolskega. Ulrik II. se je okrog leta 1300 poročil s Katarino Vovbrško tudi sam priskrbel družinske vezi z dinastijo Vovbrških.  Kasneje je smrt Katarininega očeta Ulrikovemu sinu Frideriku I. omogočila združitev vovbrških in žovneških posesti. 

## Povezava s Habsburžani
V vojni za češko nasledstvo je Ulrik II. stopil na stran Habsburžanov. Da bi potrdil svojo zvestobo, je svoje lastniške posesti prostovoljno predal Habsburžanom in jih takoj potem od njih prejel v fevd. S tem je bilo že za Friderika I. rodbini omogočeno, da je skupaj s Habsburžani močno okrepila svoj vpliv.